# LOVE+HATE
LOVE+HATE（ラブプラスヘイト） は、日本の音楽プロデューサー・作曲家・編曲家である。主にエイベックス方面で活動している。

## 概要
正体は一切謎であるが故、オフィシャルの場に姿を現すことは無いが、同じ曲でもCDによってLOVE+HATE名義と「NAOKI MAEDA」名義に分かれており、さらに「Action-ZERO」とDDR SuperNOVA2のED曲「Poseidon」が非常に似ている。そのため、正体としてほぼ確定的だとされるのは、コナミ所属当時BEMANIシリーズの楽曲を手がけていた、元カプコン社員・前田尚紀である。スカーレッドライダーゼクス DREAM COLLABORATION CDにてヨウスケ&フェルナンデス組の楽曲を担当した。
- 「Baby's Tears」の作曲・編曲の表記がCD、編曲によって異なる。以下の通り。
  - スカイガールズ 〜オープニングテーマ「Baby's Tears/小坂りゆ」&オリジナルサウンドトラック
    - Baby's Tears 作曲：NAOKI MAEDA 編曲：HΛL
    - Baby's Tears 〜DDR SuperNOVA Japanese edit.〜 作曲：NAOKI MAEDA 編曲：HΛL

  - Dance Dance Revolution SuperNOVA Original Soundtrack
    - Baby's Tears 作曲・編曲：LOVE+HATE

  - Dance Dance Revolution SuperNOVA2 Original Soundtrack
    - Baby's Tears (スカイガールズオープニングテーマ) [Original Size] 作曲：LOVE+HATE 編曲：HΛL

## ディスコグラフィ
- BeForU
  - Freedom (album version) - 編曲のみ。
  - Red Rocket Rising
  - Get set GO!!
  - Strike Party!!!
  - 十六夜 - 編曲のみ。
  - 夜花火 - 編曲のみ。
  - キミと空とずっと
- 小坂りゆ
  - Baby's Tears
  - 大和撫子魂
  - 彩 - 編曲のみ。
  - 断罪の花 〜Guilty Sky〜
  - Dober Man
  - Platinum Smile
  - 白紙 - 編曲のみ。
  - the eastern sky
- MIKI ROBERTS - 小坂りゆの別名義
  - Baby's Tears
- 佐藤健・関俊彦、遊佐浩二、てらそままさき、鈴村健一
  - Double-Action
- 中村優一・大塚芳忠
  - Action-ZERO
- 関俊彦、遊佐浩二、てらそままさき、鈴村健一
  - Climax Jump DEN-LINER form - Guitar, 編曲のみ。
- 鈴木達央・竹本英史 - スカーレッドライダーゼクス DREAM COLLABORATION CD
  - tuning NOISE - 星屑カケラたち-（ヨウスケ&フェルナンデス組）